# 拉曼提斯
〈拉曼提斯〉（英語：Lamentis）是美國超級英雄類型的網路影集《洛基》的第一季的第三集，本集由碧莎·K·阿里編劇，凱特·赫倫執導，於2021年6月23日在Disney+首播。本集为漫威電影宇宙的系列作品之一，與漫威電影宇宙系列電影處於同一架空世界和共同世界。湯姆·希德斯頓繼續飾演漫威電影宇宙系列電影中的角色洛基，蘇菲雅·迪馬蒂諾出演洛基的女性版本變體希薇，主演還包括古古·瑪芭塔-勞和莎夏·蓮恩。

## 劇情
洛基緊隨變體通過時光門來到時間變異管理局。兩人在打鬥之際遭遇拉芙娜·洛斯蕾爾的圍捕。洛基啟動「時間平板」帶著變體傳送至2077年的一顆衛星上。這顆衛星將要與其行星拉曼提斯碰撞，即將被毀滅。由於時間平板斷電，兩人無法通過傳送的方式離開這裡。變體自稱為希薇。洛基偽裝成守衛與希薇登上火車，前往準備撤離星球的方舟。兩人計劃盜取方舟使用的能量為時間平板充電。在火車上，洛基出格的行為引起其他乘客的注意，守衛將兩人趕下火車。洛基在墜落時損壞時間平板。兩人步行前往方舟的所在地。途中希薇透露自己使用迷心術控制獵人C-20，從她上百年前的記憶深處得知她原是一名普通的地球人。希薇稱時間變異管理局的職員均是變體，而並非梅比斯·M·梅比斯聲稱的他們均由時間守護者創造而成。時間變異管理局的職員自身卻不知道這些事實。兩人與守衛激戰之後，來到方舟近旁，目睹它被流星擊毀。

## 製作

### 開發
2018年9月，報道稱漫威影業正在為該平台開發數個迷你網路影集，其中包括以洛基為主要角色的影集。2018年11月，迪士尼首席執行官羅伯特·艾格確認該影集正在開發中，湯姆·希德斯頓繼續飾演漫威電影宇宙系列電影中的角色洛基。2019年2月，麥可·沃爾德倫被選定為節目統籌兼執行製片人。8月，凱特·赫倫被聘為影集導演。麥可·沃爾德倫、凱特·赫倫和主演湯姆·希德斯頓以及漫威影業的凱文·費吉、路易斯·德·埃斯波西托（Louis D'Esposito）、維多莉亞·阿隆索（Victoria Alonso）和斯蒂芬·布魯薩德（Stephen Broussard）擔當執行製片人。本集標題為〈拉曼提斯〉（Lamentis），由碧莎·K·阿里編劇。

### 選角
本集的主要角色包括湯姆·希德斯頓飾演的洛基、蘇菲雅·迪馬蒂諾飾演的洛基的女性版本變體希薇、古古·瑪芭塔-勞飾演的拉芙娜·洛斯蕾爾和莎夏·蓮恩飾演的獵人C-20:37:36–37:53。

### 拍攝
主體拍攝在喬治亞州亞特蘭大的松林製片廠開機:9。凱特·赫倫擔當導演，奧特姆·杜拉德·阿卡波擔當攝影指導:2。製作組開始在亞特蘭大都會區取景拍攝，亞特蘭大馬奎斯萬豪酒店在影集中被布置成時間變異管理局的總部。

### 特效
後期特效製作公司包括數字王國3.0、Lola特效、和:40:14–40:32。

## 發行
〈拉曼提斯〉於2021年6月23日在Disney+首播。

## 迴響
〈拉曼提斯〉得到整體好評。根据評論匯總网站爛番茄汇总的37篇评论文章，84%的评论家给予该作正面评价，使之獲得「認證新鮮」標識，平均打分为7.6分（满分10分）。

### 荣誉
在2022年视觉效果协会奖上，Jesse Lewis-Evans、Luke Avery、Autumn Durald Arkapaw和Scott Inkster在“竞速方舟”序列的CG项目中被提名为杰出虚拟摄影，而Paul Chapman、Tom Truscott、Biagio Figliuzzi和Attila Szalma在“Shuroo City Destruction”序列的一集中被提名为杰出的合成和照明。
Arkapaw在第74届黄金时段创意艺术艾美奖上被提名为单镜头系列（一小时）的杰出摄影。

## 資料來源
1. ↑  Kroll, Justin. . Variety. 2018-09-18  [2018-09-18]. （原始内容存档于2018-09-19） （美国英语）.
2. ↑  Chmielewski, Dawn C.; Hipes, Patrick. . Deadline Hollywood. 2018-11-08  [2018-11-09]. （原始内容存档于2018-11-08） （美国英语）.
3. ↑  Kit, Borys. . The Hollywood Reporter. 2019-02-15  [2019-02-18]. （原始内容存档于2019-02-18） （美国英语）.
4. 1 2  Vejvoda, Jim. . IGN. 2019-08-24  [2019-08-24]. （原始内容存档于2019-08-24） （美国英语）.
5. ↑  Anderson, Jenna. . ComicBook.com. 2021-05-19  [2021-05-19]. （原始内容存档于2021-05-20） （美国英语）.
6. ↑  Goldberg, Lesley; Fienberg, Daniel. . The Hollywood Reporter (). 2021-06-11.  事件发生在 1:04:21  [2021-06-11]. （原始内容存档于2021-06-11） （美国英语）.
7. ↑  Sepinwall, Alan. . Rolling Stone. 2021-06-23  [2021-06-23]. （原始内容存档于2021-06-23） （美国英语）.
8. ↑  Adlakha, Siddhant. . IGN. 2021-06-23  [2021-06-23]. （原始内容存档于2021-06-23） （美国英语）.
9. 1 2  Ali, Bisha K. . . 第1季. 第3集. 2021-06-23  [2021-06-24]. Disney+. （原始内容存档于2021-09-10） （美国英语）.片尾演職員表於36:13開始。
10. ↑  Sandberg, Bryn Elise. . The Hollywood Reporter. 2020-07-02  [2020-07-02]. （原始内容存档于2020-07-02） （美国英语）.
11. 1 2   (PDF). Disney Media and Entertainment Distribution.   [2021-06-06]. （原始内容存档 (PDF)于2021-06-06） （美国英语）.
12. ↑  Fisher, Jacob. . Discussing Film. 2019-11-16  [2019-11-17]. （原始内容存档于2019-11-16） （美国英语）.
13. ↑  Walljasper, Matt. . Atlanta. 2020-02-29  [2020-03-02]. （原始内容存档于2020-03-02） （美国英语）.
14. ↑  Whitbrook, James. . io9. 2021-04-05  [2021-04-05]. （原始内容存档于2021-04-05） （美国英语）.
15. ↑  Frei, Vincent. . Art of VFX. 2021-05-19  [2021-06-07]. （原始内容存档于2021-06-07） （美国英语）.
16. ↑  . The Futon Critic.   [2021-06-23] （美国英语）.
17. ↑  . Rotten Tomatoes. Fandango Media.   [2021-08-07] （美国英语）.
18. ↑  Hipes, Patrick; Hipes, Patrick. . Deadline. 2022-01-18  [2022-09-26]. （原始内容存档于2022-02-01） （美国英语）.
19. ↑  .   [2022-09-26]. （原始内容存档于2022-09-04）.

## 外部連結
- 互联网电影数据库上拉曼提斯的资料（英文）
- 漫威官網提供的本集指南 （页面存档备份，存于）
- 漫威官網提供的本集回顧 （页面存档备份，存于）